# Eau Pleine, Quận Marathon, Wisconsin
Eau Pleine là một thị trấn thuộc quận Marathon, tiểu bang Wisconsin, Hoa Kỳ. Năm 2010, dân số của thị trấn này là 764 người.